# Кампањатико
Кампањатико (итал. Campagnatico) је насеље у Италији у округу Гросето, региону Тоскана.
Према процени из 2011. у насељу је живело 589 становника. Насеље се налази на надморској висини од 244 м.

## Становништво
| 1931. | 1936. | 1951. | 1961. | 1971. | 1981. | 1991. | 2001. | 2011. |
| ----- | ----- | ----- | ----- | ----- | ----- | ----- | ----- | ----- |
| 3.025 | 3.095 | 3.142 | 3.458 | 2.916 | 2.625 | 2.471 | 2.423 | 2.498 |

## Партнерски градови
- Вирселен